# Торговые ряды (Новгород-Северский)
Торговые ряды — памятник архитектуры национального значения в Новгород-Северском.

## История
Постановлением Совета Министров УССР от 24.08.1963 № 970 «Про упорядочение дела учёта и охраны памятников архитектуры на территории Украинской ССР» («Про впорядкування справи обліку та охорони пам'ятників архітектури на території Української РСР») присвоен статус памятник архитектуры республиканского значения с охранным № 854/1-2.
Установлена информационная доска.

## Описание
Торговые ряды и торговые склады образовывают единый архитектурный ансамбль гостиного двора города времён классицизма. Входят в комплекс музея-заповедника «Слово о полку Игореве».
В 18 веке был разработан новый План Новгород-Северского. Торговые ряды были построены в период конец 18 — начало 19 веков на месте древнего рва, который окружал Детинец Новгорода-Северского, на бывшей торговой площади города. В 1853 году вследствие пожара сгорели деревянные торговые ряды. В период 1856—1861 годы были построены новые уже каменные торговые ряды по проекту губернского архитектора М. С. Щитинского и его помощника Поливанова. На плане города 1867 года здания именуются как «корпусы каменных лавок». Комплекс неоднократно перестраивался. 
Состоит из двух одноэтажных, каменных, прямоугольных в плане зданий, с четырёхскатными крышами. Фасады длинных корпусов направлены на юг и представлены аркадами галерей. Лучные широкие арки опираются на крепкие прямоугольные столбы, украшенные неглубокими нишами. Угловые арки намного меньше по размеру, имеют полуциркульную форму и якобы завершают по бокам движение лучных арок, которые переходят на торцевые фасады. Венчает оба сооружения многопрофильный карниз. Здания существенно не изменились, сохранив исконный вид. 
В советский период использовались как склады. Сейчас используются как помещения для торговли.